# 모하마두 이드리수
모하마두 이드리수(프랑스어: Mohamadou Idrissou, 1980년 3월 8일 ~ )는 카메룬의 전 축구 선수로, 포지션은 공격수였다.

## 구단 경력
2011년 여름 이적 시장 마지막 날, 이드리수는 2. 분데스리가의 아인트라흐트 프랑크푸르트로 이적했다.
2011-12 시즌, 아인트라흐트 프랑크푸르트의 분데스리가 복귀에 14골을 기여한 이드리수는 2012년 7월 27일, 예상치 못하게 2. 분데스리가 1. FC 카이저슬라우테른으로 이적했다.
2014년 5월 21일, 그는 이스라엘의 마카비 하이파와 계약했다. 그는 2014년 11월 13일 팀으로부터 포기되었다. 다음 겨울 휴식기에 그는 북마케도니아로 가서 KF 슈켄디야와 계약했다.
2015년, 그는 독일의 KFC 위어딩겐 05로 복귀했다.
2년 후 그는 유니언 핼린으로 이사를 갔다.
2018년 여름 이적 기간 동안, 그는 오스트리아의 FC 쿠프슈타인으로 이적했다.
2020년 10월, 이드리수는 헤센리가 5부리그 빅토리아 그리스하임과 계약하고, 2021년에 축구계에서 은퇴했다.

## 국가대표팀 경력
이드리수는 2004년 아프리카 네이션스컵에서 카메룬 국가대표팀로 참가해 조별리그를 1위로 통과했지만 준결승 진출에 실패했다. 그는 2003년 FIFA 컨페더레이션스컵과 1999년 FIFA 세계 청소년 축구 선수권 대회에도 카메룬 국가대표팀으로 출전했다.